# Eustraci Garides
Eustraci Garides (en grec medieval Εὐστράτιος Γαριδᾶς) va ser patriarca de Constantinoble de l'any 1081 al 1084.
Era un monjo eunuc, i va ser nomenat pel càrrec per influència d'Anna Dalassena, la mare de l'emperador Aleix I Comnè. La historiadora Anna Comnena diu que era una persona de molt poca cultura i de caràcter feble, i que es va veure involucrat en el cas de Joan Ítal, a qui el seu predecessor, Cosme I (1075-1081), havia condemnat.
Quan es va reobrir el cas de Joan Ítal, cosa que va dur a terme el mateix emperador, es va veure implicat i acusat, però finalment va ser absolt. No obstant, va optar per dimitir del càrrec l'any 1084.